# Oskar Östlund
Oskar Östlund, född 11 februari 1992 i Gävle, är en svensk ishockeyspelare som spelar för Krefeld Pinguine i DEL.

## Klubbar
- Karlskrona HK Hockeyallsvenskan (2012/2013)
- EHC Bregenzerwald INL (2013/2014 - 2014/2015)
- Storhamar Get Ligaen (2015/2016 - 2018/2019)
- Skellefteå AIK SHL (2019/2020)
- Krefeld Pinguine DEL (2019/2020 - )